# Yuan legislativo
Lo Yuan legislativo è il Parlamento monocamerale della Repubblica di Cina (Taiwan) e, fino alle riforme degli anni Novanta, costituiva un'articolazione dell'Assemblea nazionale, successivamente soppressa.

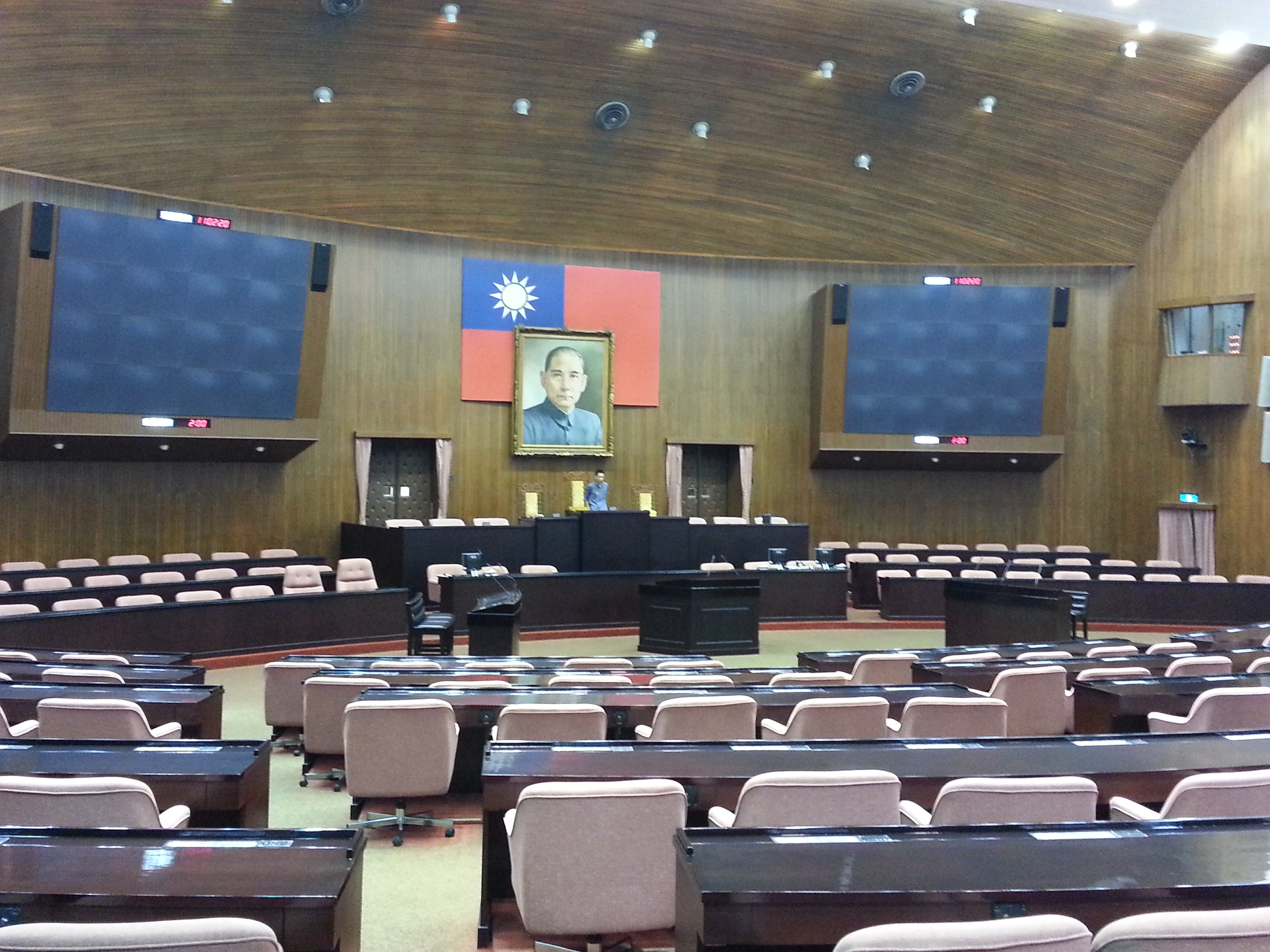
La Camera dello Yuan legislativo.

## Storia

### Storia dello Yuan legislativo nella Cina continentale
L'originale Yuan legislativo è stato formato a Nanchino, in Cina. La Costituzione attuale della Repubblica di Cina è entrata in vigore il 25 dicembre 1947. Nel 1949, la Cina Continentale cadde al Partito Comunista e lo Yuan legislativo (insieme con l'intero governo della Repubblica di Cina) fu trasferito a Taipei, sull'isola di Formosa.

### Storia dello Yuan legislativo a Taiwan
Il primo Yuan legislativo doveva essere eletto per un periodo di tre anni che doveva terminare nel 1951. Tuttavia, la conquista della Cina Continentale da parte del PCC rese impossibile tenere nuove elezioni. Di conseguenza, lo Yuan giudiziario decise che i membri dello Yuan legislativo sarebbero rimasti in carica fino a quando non si sarebbero tenute nuove elezioni nel continente. Questa decisione è stata presa nella convinzione che il KMT avrebbe recuperato la Cina in breve tempo.
Nel corso degli anni, i membri deceduti eletti nella Cina Continentale non sono stati sostituiti, ma furono creati altri posti a partire dai primi undici nel 1969. Cinquantuno nuovi membri sono stati eletti per un periodo di tre anni nel 1972, cinquantadue nel 1975, novanta nel 1980, novantotto nel 1983, cento nel 1986 e centotrenta nel 1989. Anche se i membri eletti dello Yuan legislativo non avevano la maggioranza per sconfiggere la legislazione, erano in grado di utilizzare lo Yuan legislativo come piattaforma per esprimere il loro dissenso politico. I partiti di opposizione erano formalmente illegali fino al 1991, ma negli anni settanta i candidati allo Yuan legislativo andarono al di fuori del KMT e nel 1985 i candidati cominciarono ad affiliarsi al Partito Progressista Democratico.
I membri originari dello YL rimasero in carica fino al 31 dicembre 1991, quando nell'ambito della successiva decisione dello Yuan giudiziario furono costretti a ritirarsi e i membri eletti nel 1989 rimasero fino a quando nel dicembre 1992 furono eletti i 161 membri del secondo Yuan legislativo. Il terzo YL, eletto nel 1995, ha avuto 157 membri in carica per tre anni. Il quarto YL, eletto nel 1998, è stato ampliato a 225 membri in parte per includere i legislatori della legislatura della provincia di Taiwan (che fu abolita in quegli anni e ripristinata successivamente).
Lo Yuan legislativo ha aumentato notevolmente la sua prominenza dopo le elezioni presidenziali del 2000 a Taiwan quando lo YL e la presidenza sono stati controllati dal Partito Progressista Democratico mentre lo YL ha avuto una grande maggioranza dei membri di Kuomintang. 
Le elezioni legislative alla fine del 2001 hanno prodotto una situazione controversa in cui la coalizione pan-azzurra (KMT) aveva solo una sottile maggioranza rispetto alla coalizione governativa pan-verde (PPD) nello YL, rendendo il passaggio dei conti spesso dipendenti dai voti di alcuni defettori e indipendenti.
Tra il 70% del sostegno pubblico, lo YL ha votato il 23 agosto 2004 per:
- Diminuire il numero di seggi da 225 a 113;
- Passare ad un sistema elettorale di voto parallelo di un singolo distretto;
- Aumentare i termini dei membri da 3 a 4 anni, per sincronizzare le elezioni legislative e presidenziali.

Il nuovo sistema elettorale, entrato in vigore nel 2008, include 73 seggi pluriennali (uno per ogni distretto elettorale), 6 posti per aborigeni, con i restanti 34 posti da riempire dalle liste dei partiti. Ogni contea ha un minimo di 1 distretto elettorale, mentre la metà dei posti rappresentati proporzionalmente dagli elenchi delle parti deve essere donna.
Inoltre, lo YL ha proposto di abolire l'Assemblea Nazionale. Gli emendamenti futuri sarebbero comunque proposti dallo YL con un quorum di almeno tre quarti di tutti i membri della Legislatura. Dopo un periodo di promulgazione di 180 giorni, l'emendamento doveva essere ratificato da una maggioranza assoluta di tutti gli elettori. Quest'ultimo requisito permetterebbe ad una parte di eliminare una proposta di referendum chiedendo ai loro elettori di boicottare il voto come è stato fatto dal KMT con i referendum associati all'elezione presidenziale del 2004.
Una proposta del PPD per consentire ai cittadini il diritto di avviare referendum costituzionali è stata tolta fuori dal tavolo, a causa di una mancanza di sostegno. La proposta è stata criticata per aver ridotto pericolosamente la soglia per considerare un emendamento costituzionale. Mentre un voto di tre quarti del YL richiederebbe che ogni emendamento costituzionale proposto abbia un ampio consenso politico dietro di esso, un'iniziativa dei cittadini consentirebbe una frazione dell'elettorato a forzare un referendum costituzionale. Si temeva che permettere che ciò avvenisse avrebbe portato a un referendum sull'indipendenza di Taiwan, che probabilmente avrebbe causato una crisi con la RPC.

### Violenza durante le sessioni
Gran parte del lavoro dello Yuan legislativo avviene tramite comitati legislativi e una visione comune della televisione taiwanese coinvolge funzionari del ramo esecutivo che rispondono a questioni estremamente ostili dai membri dell'opposizione. Negli anni novanta c'erano numerosi casi di violenza di solito innescati da qualche percezione ingiusta della procedura, ma negli ultimi anni questi casi sono diventati meno comuni. C'era una sconfitta che ha coinvolto 50 legislatori nel gennaio 2007 e un incidente che ha coinvolto 40 legislatori l'8 maggio 2007 quando un oratore ha tentato di parlare di riconfigurare il comitato elettorale centrale. È stato affermato che le lotte sono state organizzate e progettate in anticipo. Queste "buffonate" hanno portato la rivista di umorismo scientifico Annals of Improbable Research ad aggiudicare allo YL il suo premio Nobel per la pace nel 1995 per dimostrare che i politici guadagnano di più picchiandosi, prendendosi a calci e scagliandosi l'un l'altro invece di fare la guerra contro altre nazioni.
Gli altri Yuan sono autorizzati a proporre conti legislativi allo Yuan legislativo. I conti legislativi proposti dallo YL devono essere supportati da un certo numero di legislatori. Una volta che un disegno di legge raggiunge lo YL, è soggetto ad un processo di tre letture.